# Capitonius columbianus
Capitonius columbianus är en stekelart som först beskrevs av John Obadiah Westwood 1882.  Capitonius columbianus ingår i släktet Capitonius och familjen bracksteklar. Inga underarter finns listade.